# Đất mặn (phim truyền hình)
Đất mặn là một bộ phim truyền hình được thực hiện bởi Hãng phim Truyền hình Thành phố Hồ Chí Minh, Đài Truyền hình Thành phố Hồ Chí Minh do Nguyễn Tường Phương làm đạo diễn. Phim phát sóng vào lúc 17h30 hàng ngày bắt đầu từ ngày 2 tháng 7 năm 2012 và kết thúc vào ngày 1 tháng 8 năm 2012 trên kênh HTV9.

## Nội dung
Đất mặn xoay quanh hai nhân vật chính là Ba Mạnh (Thạch Kim Long) và Sáu Trung (Mạnh Hùng) – một thế hệ nông dân Lung Tượng, sẵn sàng hy sinh thân mình vì "Đất". Họ là hai người bạn, hai người đồng chí từng đứng cùng chiến tuyến trong thời chiến: một Ba Mạnh nông dân rất yêu đất, quyết tâm giữ gìn mảnh đất cha ông; một Sáu Trung phóng viên chiến trường gan dạ, trở về làm quan chức nhà nước, nhưng vì danh lợi mà quay lưng với người dân nghèo. Cuộc chiến giữ đất dần dần trở nên gay gắt khi những chủ trương, chính sách mới được đưa ra, kéo người nông dân dần rời xa mảnh đất cha ông của họ để nhường chỗ cho những dự án sân golf, phát triển đô thị. Những toan tính, thù hận len lỏi, chia rẽ người nông dân vốn một thời cùng chung lưng đấu cật trong cuộc đấu tranh giành độc lập dân tộc cũng dần tăng lên...

## Diễn viên
- Thạch Kim Long trong vai Ba Mạnh
- Mạnh Hùng trong vai Sáu Trung
- Trọng Nhân trong vai Mạnh Trường
- Thanh Hiền trong vai Hồng Nhiên[4]
- Huỳnh Đông trong vai Hai Nhỏ
- Quốc Tân trong vai Hai Hiệp
- Hoài Phúc trong vai Hiếu
- Huỳnh Văn Nam trong vai Tám Lơ
- Quốc Hưng trong vai Chín Lớn
- Lê Quang Thuận vai Năm Tất
- Thu Phương trong vai Năm Dung
- Kiến An trong vai Vĩnh Nguyên
- Lê Phương trong vai Cúc
- Trương Minh Quốc Thái trong vai Tư Dương[5]

Cùng một số diễn viên khác....

## Giải thưởng
| Năm  | Giải thưởng                                     | Hạng mục         | (Người) đề cử | Kết quả   | Tham khảo   |
| ---- | ----------------------------------------------- | ---------------- | ------------- | --------- | ----------- |
| 2012 | Liên hoan Phim truyền hình toàn quốc lần thứ 32 | Phim truyền hình | —             | Giải vàng | [ 6 ] [ 7 ] |